# Alcoholímetre
|  | No s'ha de confondre amb etilòmetre. |

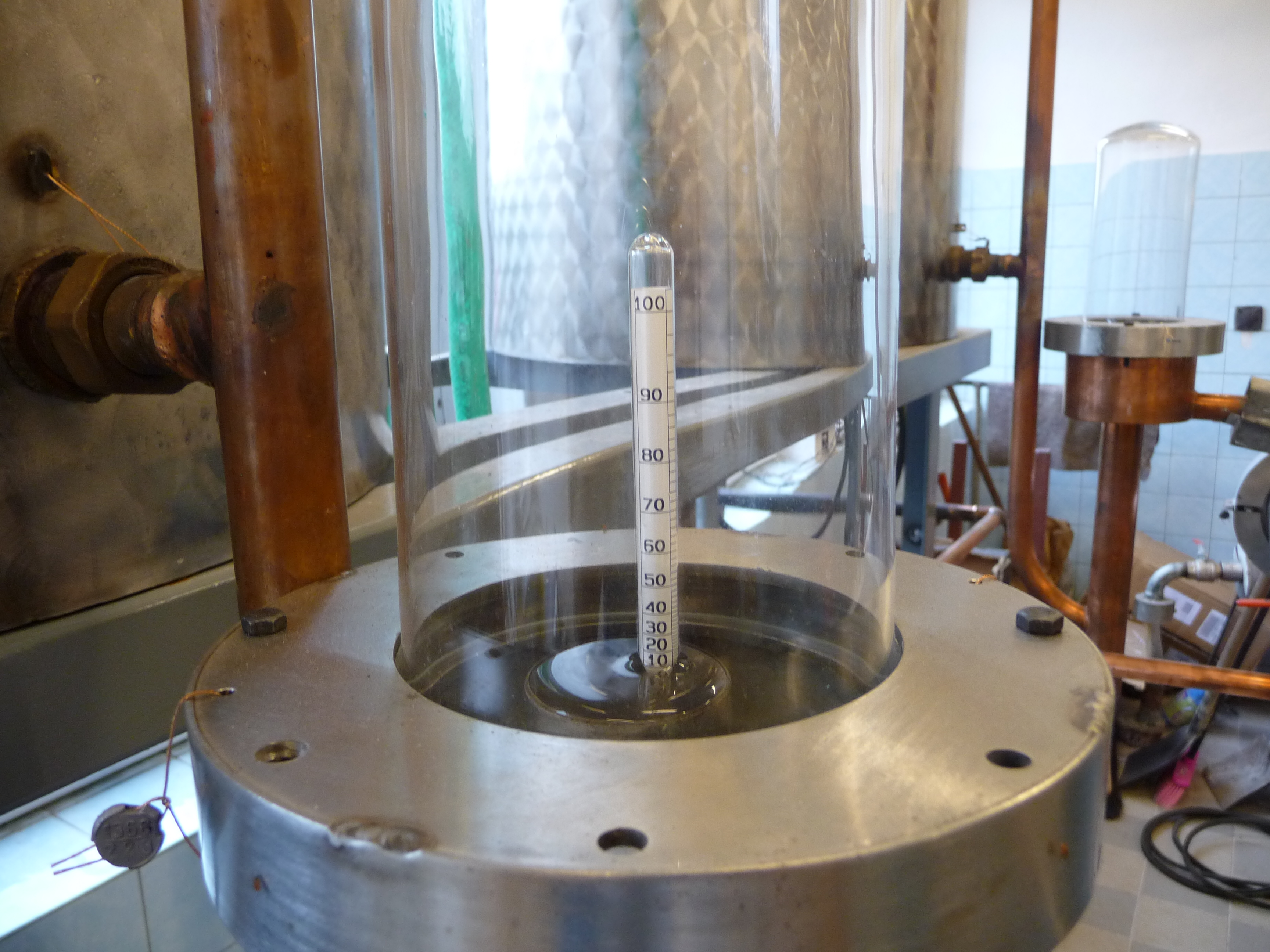
Escala d'un alcoholímetre submergit i dins una campana

Un alcoholímetre o alcoholòmetre és un areòmetre dissenyat per a la determinació de la concentració d'etanol en les dissolucions aquoses, com ara els vins. El més emprat és l'alcoholímetre de Gay-Lussac o centesimal, dissenyat pel químic francès Joseph-Louis Gay-Lussac. És un areòmetre graduat de tal manera que submergit en una dissolució d'etanol en aigua a la temperatura de 15 °C indica la concentració d'etanol en graus alcohòlics. El seu ús ha d'anar acompanyat d'un termòmetre, ja que les lectures només són correctes a 15 °C. Si la temperatura és distinta de 15 °C, cal corregir la lectura recorrent a unes taules.